# CK솔루션
주식회사 CK솔루션(영어: CK Solution)은 대한민국의 공조 설비 기업이다.

## 고객사
- LG에너지솔루션, 삼성SDI, 및 SK온 등을 고객사로 두고 있다.